# ETAOIN SHRDLU

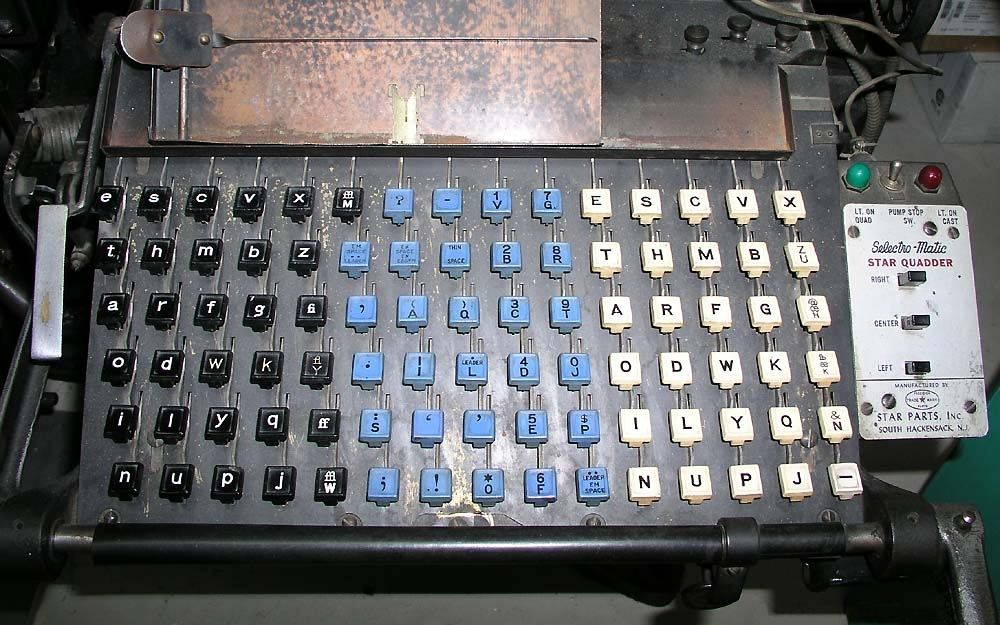
Un clavier Linotype anglais.

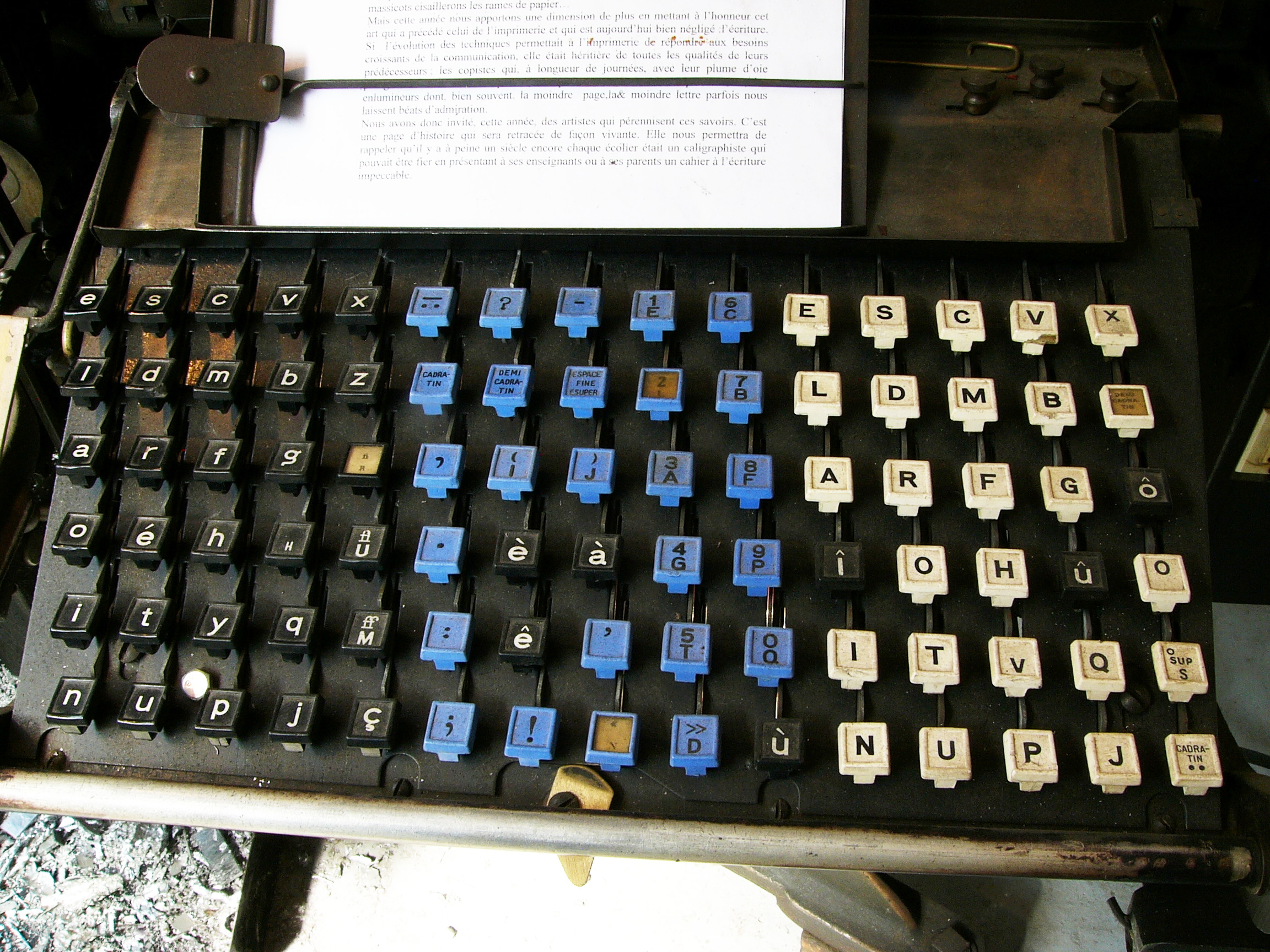
Un clavier Linotype français.

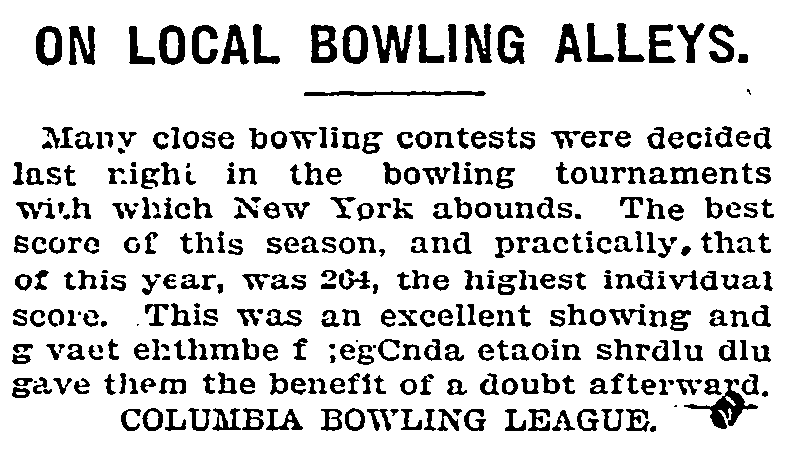
Un article paru le 30 octobre 1903 dans le New York Times, contenant la suite de lettres etaoin shrdlu.

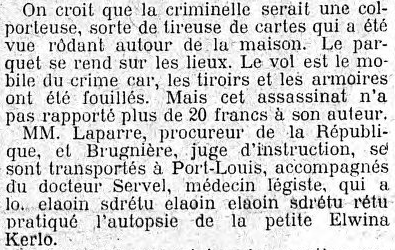
Un article paru le 10 aout 1922 dans le Figaro avec « elaoin sdrétu », l’équivalent de etaoin shrdlu sur les machines Linotype françaises.

ETAOIN SHRDLU ou etaoin shrdlu est la suite, par ordre décroissant, des 12 lettres de l'alphabet latin dont la fréquence d'utilisation est approximativement la plus élevée dans la langue anglaise : E, T, A, O, I, N, S, H, R, D, L, U.
De ce fait, par souci d'ergonomie pour les opérateurs d'imprimerie qui composaient les textes, ces lettres constituaient les deux premières colonnes des claviers des machines Linotype.
Sur les claviers des machines Linotype françaises cette suite de lettres est elaoin sdrétu, et, sur les machines allemandes, eniatx rdgovc.

## Présentation
Cette suite est passée à la postérité parce que les opérateurs, lorsqu'ils s'étaient trompés, l'utilisaient de manière générique pour terminer rapidement une ligne : il était en effet plus facile de compléter aléatoirement une ligne puis de l'annuler pour en recommencer la saisie, que de faire opérer le mécanisme pour reprendre à la main le caractère fautif ; mais, parfois, la ligne était coulée sans que la correction ait été saisie, si bien que « ETAOIN SHRDLU » apparaissait dans le texte imprimé.

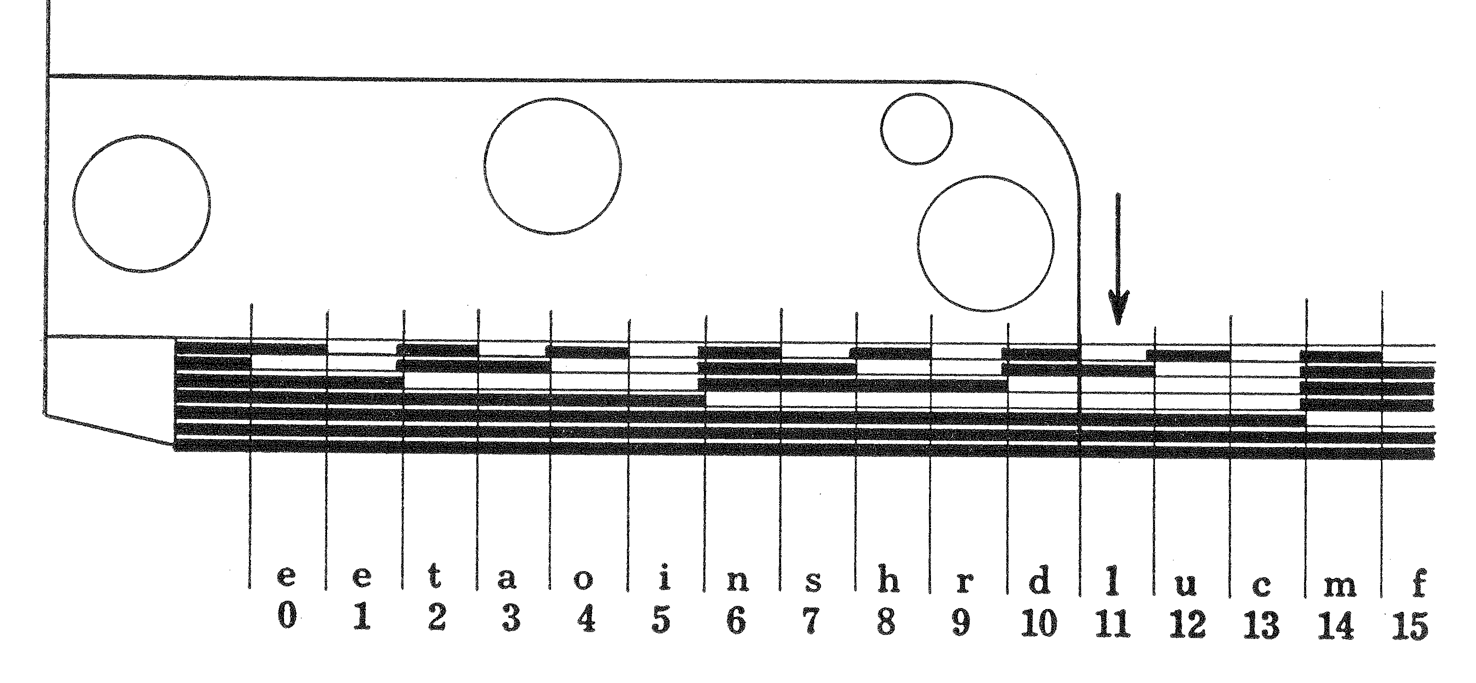
Diagramme représentant les dents qui permettent le codage des premiers caractères, sur le rail de distribution.

A. Conan Doyle, dans une nouvelle du cycle de Sherlock Holmes (Les Hommes dansants), montre comment exploiter cette séquence pour décrypter un message à substitution simple.

## Autres usages

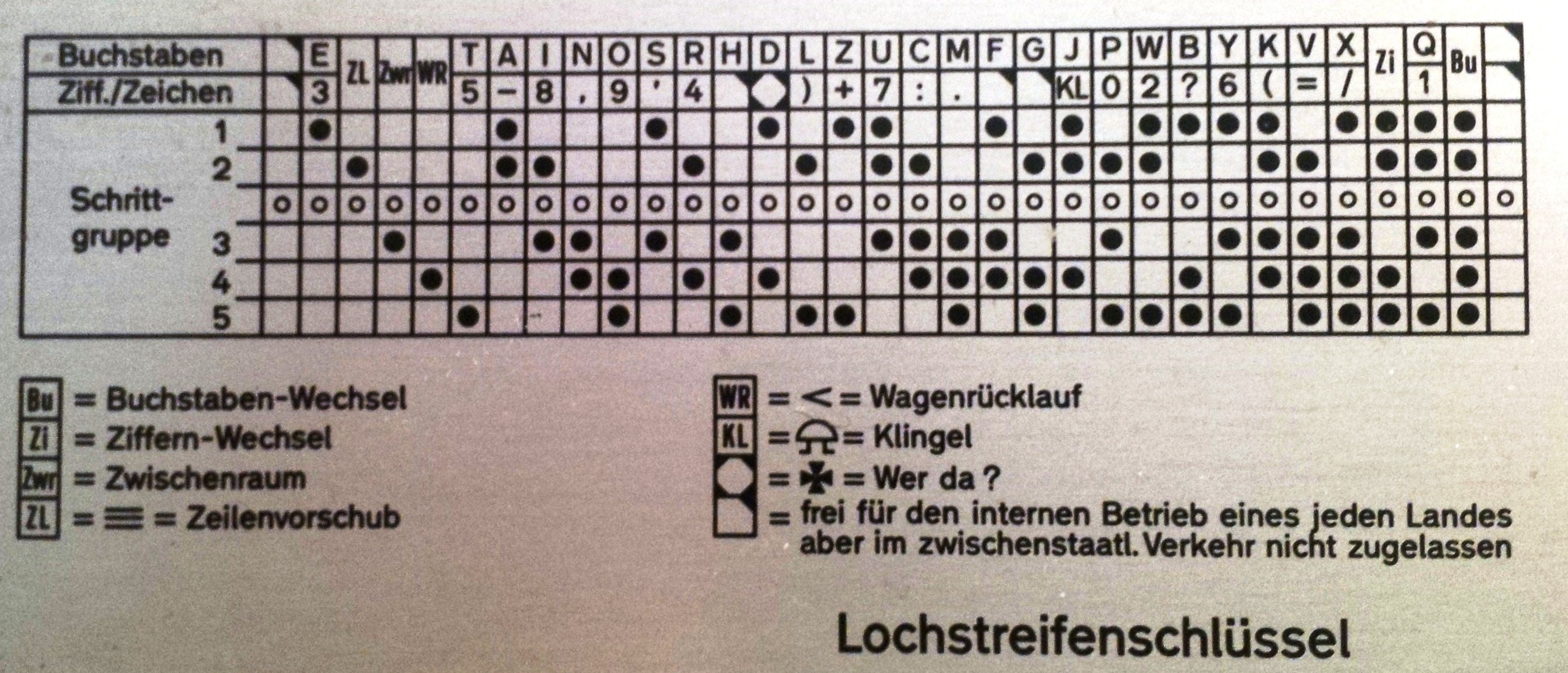
Les lettres les plus fréquentes transformées en lettres télégraphiques